# Marronnier (journalisme)
Pour les articles homonymes, voir Marronnier (homonymie).
Un marronnier est, en journalisme, un article de presse ou un reportage d'information de faible importance, qui sert à meubler une période d’actualité creuse.
Le marronnier est ordinairement consacré à un événement récurrent et prévisible, avec des sujets souvent simplistes, parfois mièvres.

## Origine de l'expression

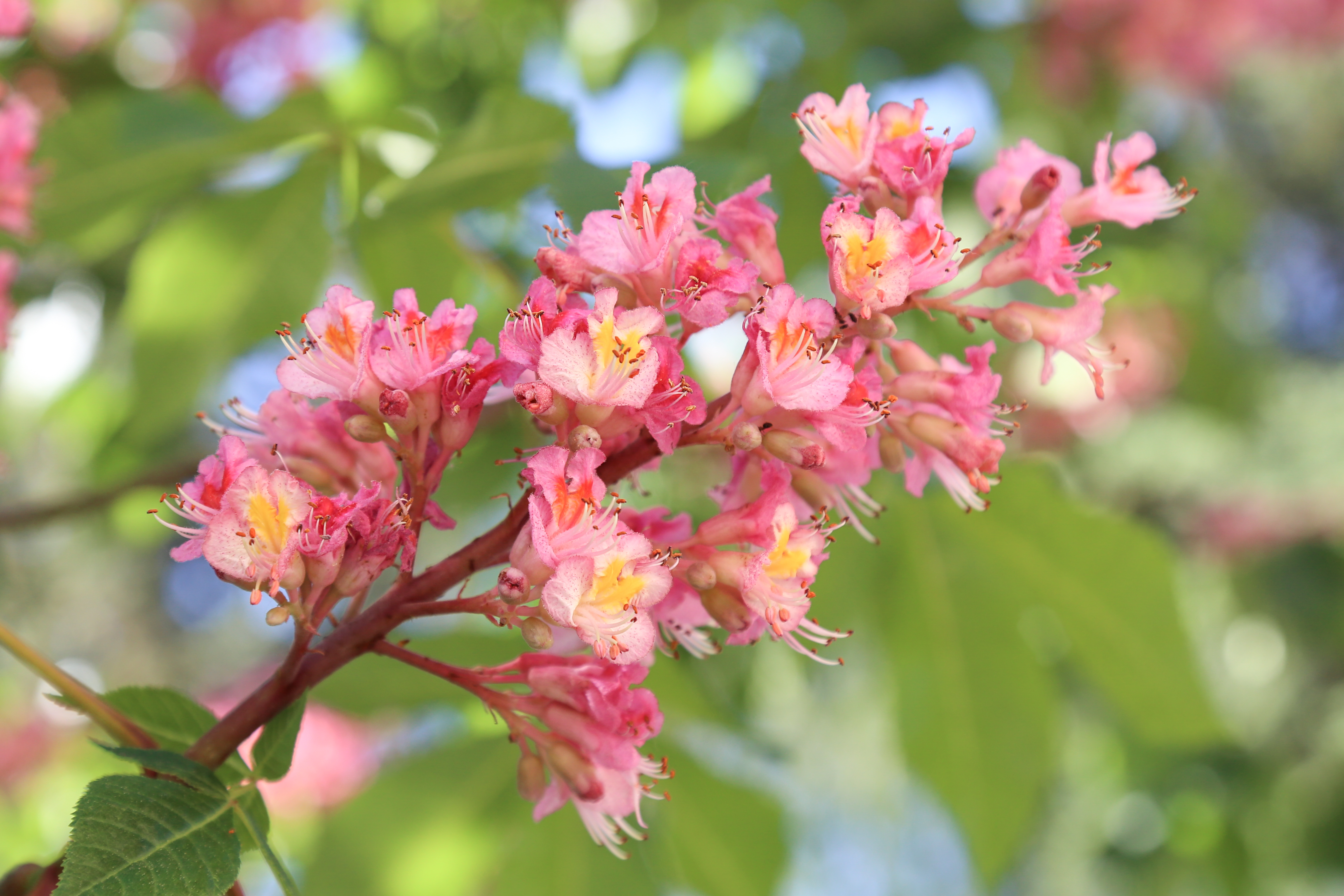
Des fleurs de marronnier à fleurs rouges.

Tous les ans, aux premiers jours du printemps, un marronnier à fleurs rouges fleurissait sur la tombe des Gardes suisses tués lors de la journée du 10 août 1792 dans les jardins des Tuileries à Paris ; et tous les ans, un article paraissait dans la presse pour s'en faire l'écho.
Dans le journalisme anglophone, une notion proche du marronnier est l’evergreen, aussi appelé avec dérision chestnut ; les deux termes, qui désignent au sens propre une plante à feuilles persistantes et une châtaigne, font appel à la métaphore de l'arbre comme le marronnier.

## Exemples
Parmi les marronniers les plus courants, on peut citer les articles concernant les soldes, le changement d'heure d'été ou d'hiver, le marché de l'immobilier, les départs en vacances, la rentrée scolaire, les fêtes de fin d'année, la météo ou encore les embouteillages.
On peut également citer les « serpents de mer » — des sujets non saisonniers mais néanmoins régulièrement traités — sur des thèmes sociétaux, historiques (au gré des innombrables commémorations possibles), scientifiques, etc., quand ce n'est pas purement anecdotique. Par exemple, la récurrence du thème de la franc-maçonnerie dans la presse hebdomadaire française est un véritable cas d'école du « serpents de mer »,.
L'émission Le Dessous des images rapporte que le marronnier peut concerner les images d'illustration elles-mêmes : une même image, provenant d'une banque d'images d'agence de presse, peut ainsi être utilisée par de nombreux médias et de manière systématique pendant des années pour le même événement récurrent, par exemple lors la rentrée scolaire.

## Stratégie éditoriale
Le marronnier permet de rester proche des lecteurs et d'en attirer sans cesse de nouveaux, en traitant des sujets qui rythment leur quotidien. En effet, l'évocation de moments et de sentiments, partagés par un large public, permet de renforcer le lien avec celui-ci sans risque de choquer. Le concept a aussi une connotation péjorative, car synonyme d'un journalisme paresseux et racoleur sans réelle plus-value informationnelle.